# Classique des Alpes 1991
La Classique des Alpes 1991, prima edizione della corsa e valida come evento UCI categoria 1.1, si svolse il 18 maggio 1991, per un percorso totale di 208'5 km. Fu vinta dal francese Charly Mottet che giunse al traguardo con il tempo di 6h18'03" alla media di 33,091 km/h.

## Ordine d'arrivo (Top 10)
| Pos. | Corridore          | Squadra   | Tempo    |
| ---- | ------------------ | --------- | -------- |
| 1    | Charly Mottet      | RMO       | 6h18'03" |
| 2    | Robert Millar      | Z         | a 2"     |
| 3    | Luc Leblanc        | Castorama | a 2'53"  |
| 4    | Mike Carter        | Motorola  |          |
| 5    | Claude Criquielion | Lotto     |          |
| 6    | Alfred Achermann   | Helvetia  |          |
| 7    | Mauro Gianetti     | Helvetia  |          |
| 8    | Laurent Dufaux     | TVM       |          |
| 9    | Harry Lodge        | Collstrop |          |
| 10   | Johan Bruyneel     | Lotto     |          |